# トカラ馬

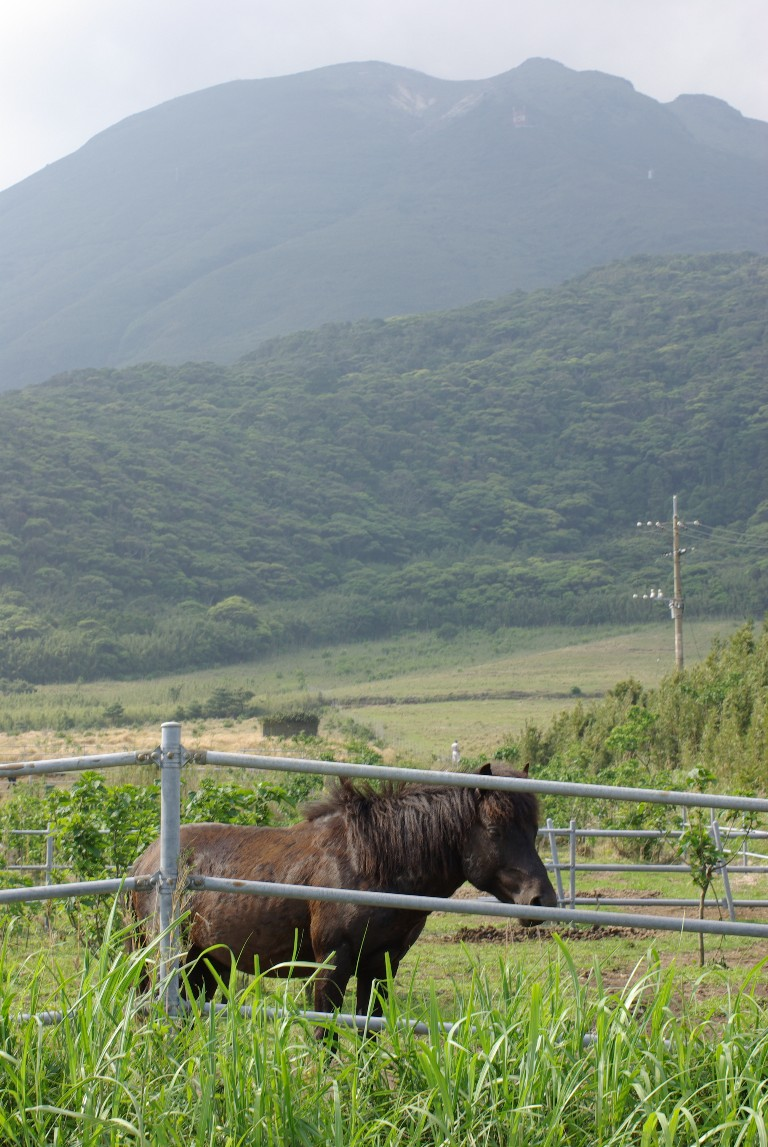
中之島の主峰御岳とトカラウマ

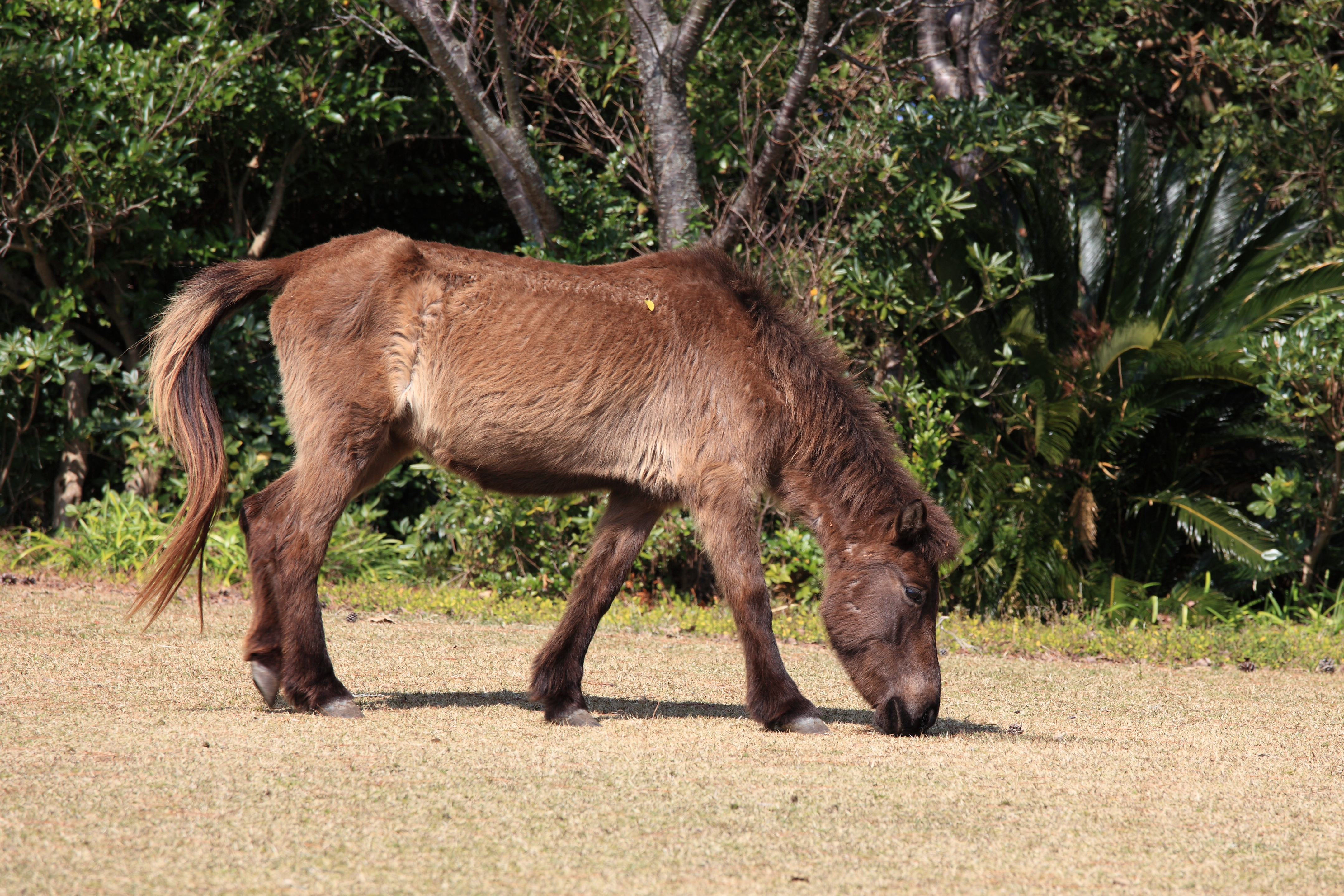
開聞山麓自然公園

トカラ馬（トカラうま）は、ウマの一品種で日本在来馬である。トカラ列島（鹿児島県鹿児島郡十島村）の宝島、および奄美諸島の喜界島で飼育された。
宝島へは明治30年ごろに喜界島から農業用として移入された。1952年に宝島で確認され、1953年に鹿児島県の天然記念物に指定された。
体高はおよそ100-120cmと小型で、在来馬の中でも最小クラス。ポニーに分類される。毛色は鹿毛のものがほとんどである。暑さに強く、農耕や運搬、サトウキビ搾りなどに利用されてきた。

## 概要

### 奄美諸島の日本在来馬
奄美諸島へは中世以降、日本在来馬が九州からもたらされた。古くから九州との交流拠点でもあった喜界島が飼育の中心で、昭和時代まで続いた。島嶼での飼育が長期に続いたなどが原因で次第に小型となり、農業では使いやすかった。
2020年、競走馬理化学研究所とネブラスカ大学などのチームが日本在来馬8品種と世界の32品種のDNAを比較した結果、日本在来馬は、モンゴル在来馬の祖先が対馬を経由して輸入され、木曽馬や北海道和種馬（道産子）の北上するグループと、御﨑馬やトカラ馬など南下するグループに分かれ、南西諸島経由で与那国馬まで全国に広がったという。
最後の奄美諸島の日本在来馬としては、1952年当時、徳之島、沖永良部島、与論島に合わせて数頭残っていた。
なお喜界島では明治以降も育馬が盛んだったが、中期以降、外来種との混血を進め、1952年当時は、既に全て雑種となり日本在来馬は絶えていた。

### トカラ馬
1952年、鹿児島大学の林田重幸教授によって、トカラ列島南端の宝島で日本在来馬の飼育（43頭）が確認され、「トカラ馬」と名付けられた。これは明治30年ごろに喜界島から宝島へ農業用として十数頭が移入された日本在来馬の子孫で、雑種化していなかった。なお移入以前はトカラ列島には馬はいなかった。
その後1960年代にかけて、機械化などによって農耕などに使用されることが少なくなったことから、頭数は次第に減少し、宝島では繁殖集団の維持が困難となった。このため、1963年・1964年に数頭を残して鹿児島県本土の開聞山麓自然公園と鹿児島大学農学部付属入来牧場に移され、保護・繁殖が図られた。開聞山麓自然公園では、2009年2月現在、放し飼い展示が行われている。
1974年には、宝島に残ったトカラ馬はわずか1頭となったが、この馬はトカラ列島の中之島に移され、本土から再移入されたトカラ馬との間で繁殖が行われた。その結果、2007年現在、中之島では約10頭のトカラ馬が飼育されている。中之島の飼育地は、島のほぼ中央に位置する高尾盆地の牧場であり、ここではトカラ馬が一日中ゆったりと草を食む姿が見られる。
中之島と本土（開聞山麓自然公園と鹿児島大学農学部付属入来牧場）とを合わせた総頭数は、107頭に増加している（2002年現在）。また、2007年10月には、上野動物園でオス1頭の飼育・展示が開始されたほか、鹿児島市平川動物公園（メス3頭）でもトカラ馬の飼育・展示が行われている。
2005年に奄美大島へメス1頭が移され飼育が始まった。2019年には中之島から喜界島にメス1頭が移されて、飼育、展示が
行なわれている 。しかしながら、トカラ列島でも本土でも、農耕馬としての需要はなく、観光などへの利用についても方針が定まっていない状況であり、トカラ馬の活用は、今後の保護の上での大きな課題となっている。